# Wen-Yu Shen
Pour les articles homonymes, voir Shen.
Wen-Yu Shen est un pianiste chinois, né le 13 octobre 1986. 
Après être entré au Conservatoire chinois de Chengdu dès l'âge de huit ans, ce musicien s'est perfectionné en Allemagne, auprès de Gunther Hauer, à Karlsruhe, puis de Karl Heing Kämmerling, à Hanovre.
À onze ans, il a obtenu le premier prix du Concours de piano de Shanghai. À treize ans, il fut le lauréat du Concours Seiler pour jeunes pianistes à Kitzingen. 
Mais sa carrière de concertiste international a véritablement commencé en 2003 lorsqu'il a reçu le second prix du prestigieux Concours musical international Reine-Élisabeth-de-Belgique (le pianiste sud-coréen Dong-Hyek Lim refusant, lui, le troisième prix qui lui était octroyé, ce qui constituait une première dans l'histoire de cette compétition).
Wen-Yu Shen a donné depuis plusieurs années des concerts dans les plus grandes salles sur tous les continents, mais il reste davantage connu en Asie, et en particulier en Chine où il se produit très souvent.